# Draculo maugei
Draculo maugei är en fiskart som först beskrevs av Smith, 1966.  Draculo maugei ingår i släktet Draculo och familjen sjökocksfiskar. Inga underarter finns listade i Catalogue of Life.